# Platyrrhinus guianensis
Platyrrhinus guianensis és una espècie de ratpenat de la família dels fil·lostòmids. Viu a Guyana i Surinam. És un ratpenat de petites dimensions, amb una llargada total de 54–59 mm, la llargada de l'avantbraç de 38-40 mm, els peus de 10–12 mm, les orelles de 16–17 mm i un pes de fins a 15 g. S'alimenta de fruita. Com que fou descoberta fa poc, encara no se n'ha avaluat l'estat de conservació.